# Кинеска глицинија
Кинеска глицинија (лат. Wisteria sinensis) је листопадна, вишегодишња пузавица из рода Wisteria, пореклом из Кине, из провинција Гуангси, Гуејџоу, Хебеј, Хенан, Хубеј, Шенси и Јунан. Иако је пузавица, може се оформити и у облику дрвета, са таласастим деблом и висећим гранама.

## Опис
Може да нарасте до висине 20 до 30 метара. Листови су сјајни, зелени дужине 10-30, а ширине 9-13 центиметара. Цветови су бели, љубичасти или плави, са 15-20 грозда у пролеће, који обично процветају средином маја.

## Гајење
Иако потиче из Кине, доста се гаји у Сједињеним Америчким Државама. Тамо је пренесена 1816. године и убрзо је постала једна од најпопуларнијих баштенских биљака, управо због својих цветова. Међутим, у неким деловима САД почела је неконтролисано да се шири због погодне климе, сличне оној у Кини. Један примерак из Сијера Мадре даје приликом цветања милион и по цветова на гранама које премашују дужину од 150 метара.

## Галерија
- Цвет
- Плод